# 鹿塘水库
鹿塘水库是中国安徽省滁州市凤阳县境内的一座水库，位于淮河水系板桥河上，建于1956年。水库正常库容为625万立方米，集雨面积为34平方千米，海拔为41.5米。